# Lupta de la Rarancea (1918)
Lupta de la Rarancea (în poloneză Bitwa pod Rarańczą) a fost o luptă care a avut loc în zilele de 15-16 februarie 1918, în apropiere de localitatea Rarancea (germană Rarancze, poloneză Rarańczą) din Bucovina, între o parte dintre soldații Corpului Auxiliar Polonez (în poloneză Polski Korpus Posiłkowy) și alte trupe ale Armatei Austro-Ungare. Rezultatul a fost favorabil polonezilor, care sub conducerea lui Józef Haller se revoltaseră împotriva statului austro-ungar, drept consecință a clauzelor Tratatului de la Brest-Litovsk dintre Republica Populară Ucraineană și Puterile Centrale.
Rebeliunea trupelor poloneze s-a soldat cu dezertarea acestora, spargerea frontului austro-ungar și trecerea unei părți a soldaților lui Haller în Rusia, cu scopul de a face joncțiunea cu trupele Corpului I Polonez, aflat pe teritoriul fostului Imperiu Rus. Pierderile poloneze au fost mari, deoarece numeroși legionari au fost capturați și închiși în lagăre. Justiția militară a intentat un proces celor socotiți vinovați de rebeliune, proces oprit ulterior pe fondul dezagregării statului austro-ungar.
Militarii transfugi s-au integrat până la urmă Corpului II Polonez, neutralizat ulterior de forțe germane superioare în data de 11 mai 1918 în Bătălia de Kaniów.
Rebeliunea militarilor polonezi a pus punct colaborării militare dintre mișcarea poloneză de independență și Puterile Centrale și a reprezentat din punct de vedere politic, un catalizator pentru eforturile polonezilor de crearea a unei armate naționale proprii, în exil.

## Context

### Regatul Poloniei

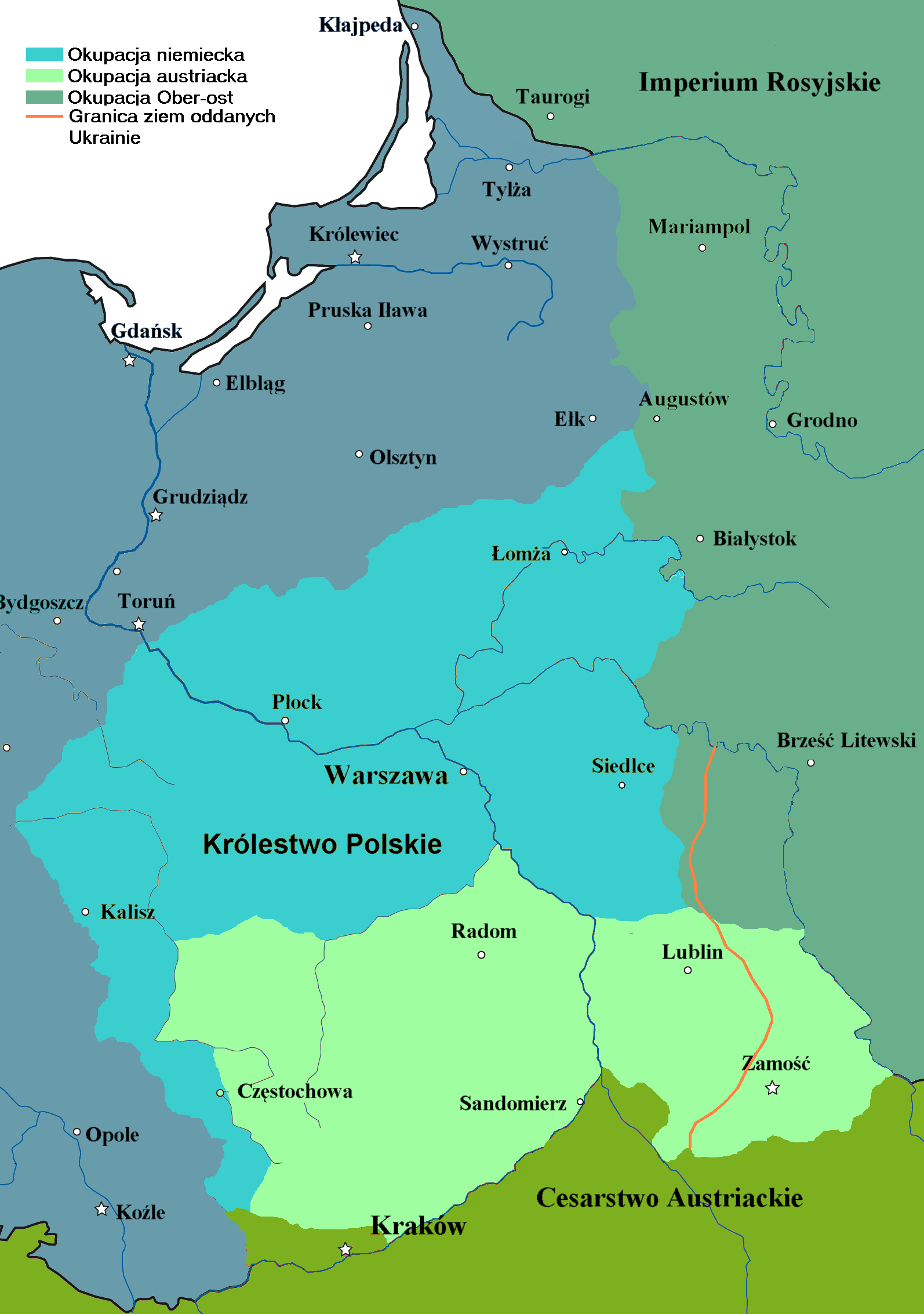
Teritoriile poloneze administrate de Germania și Austro-Ungaria, între 1914-1918

La 5 noiembrie 1916 pentru a limita tendințele centrifuge ale polonezilor și a-i încuraja să se alăture armatelor austro-ungară și germană, Austro-Ungaria și Imperiul German au declarat că permit restaurația statului polonez. Acesta a fost reînființat de facto în noiembrie 1917 sub forma unui Regat al Poloniei, condus de un Consiliu de Regență și limitat aproximativ la teritoriul existent în 1915. Puterea reală au avut-o însă guvernatorii Puterilor Centrale, cel german Hans von Beseler și cel austro-ungar Karl Kuk, aflați în fruntea Guvernămintelor Generale de la Lublin și de la Varșovia.
La acel moment forțele militare poloneze de sine stătătoare existente erau Corpul Auxiliar Polonez și Corpul Polonez din Rusia. Format după desființarea Legiunilor Poloneze, Corpul Auxiliar a fost constituit în principal din militarii loialiști ai fostei Brigăzi a II-a poloneze (numită și Brigada Carpaților), majoritatea nativi din Galiția. Cu acordul conducerii militare ruse în noiembrie 1917 a început formarea a 3 corpuri poloneze. Primul corp s-a format în Ucraina în spatele frontului rus de vest, al doilea corp s-a constituit în ianuarie 1918 în zona românească a Frontului de răsărit și a fost dispus la Soroca, iar al treilea corp s-a constituit în zone de concentrare din sud-vestul frontului rus.

### Raportul de forțe
La 15 decembrie 1917 s-a semnat armistițiul dintre Rusia și Puterile Centrale. Dislocați din 25 octombrie la granița cu Basarabia în tranșeele din prima linie, soldații polonezi au realizat rapid că în armata Imperiului Rus, de partea opusă a frontului, erau încadrați mulți polonezi. Ca atare, au început să ia contact cu aceștia. Situația nu a fost acceptată de către comandantul austriac al sectorului de front (generalul de infanterie Ferdinand Kosak), astfel că  trupele Corpului Auxiliar Polonez au fost mutate spre interior aproximativ la 30 km de linia întâi și, în locul lor au venit la data de 2 ianuarie 1918 trupele maghiare ale Regimentului 53 Infanterie și cele germane ale Regimentul 5 Ulani.
La acel moment, raportul de forțe în zona de acțiune a Grupului Kosak arăta astfel:
- 1 brigadă poloneză cu aproximativ 6 500 de oameni, aflată în rezerva grupului, dispusă la Lujeni[necesită citare]
- 4 divizii austro-ungare, respectiv Divizia 5 Infanterie - dispusă la Cernăuți[necesită citare], Divizia 36 Infanterie - dispusă la Cernăuca[necesită citare], Divizia 2 Cavalerie - concentrată la Jucica Veche[necesită citare] și Divizia 6 Cavalerie, concentrată la Kozova[necesită citare]. În zonă se afla și un tren blindat. Totalul celorlalți soldați din armata austro-ungară se ridica la aproximativ 35 000 de oameni (așadar un raport de forțe de 1:6).

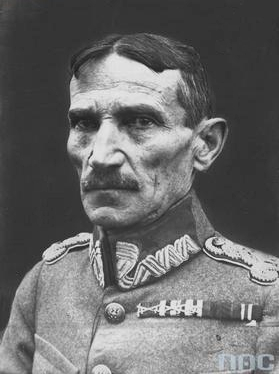
Generalul-maior Zygmunt Zieliński, comandantul Corpului Auxiliar Polonez

### Ordinea de bătaie a Corpului Auxiliar Polonez
Odinea de bătaie a Corpului Auxiliar Polonez în 1918 a fost următoarea:
- Brigada a 2-a a Legiunilor Poloneze – comandantă de colonelul Józef Haller,[12] cu comandamentul[necesită citare] și cu cele cele 2 regimente cantonate la Mămăeștii Vechi și Mămăeștii Noi.[7]

- Regimentul 2 Infanterie - comandant de locotenent-colonelul Michał Rola-Żymierski,
- Regimentul 3 Infanterie - comandant de maiorul Józef Zając,

- Regimentul 2 Cavalerie  - comandant de căpitanul Joseph Dunin-Borkowski,[12] cantonat la Bolehiv[necesită citare]
- Regimentul 1 Artilerie - comandat de maiorul Włodzimierz Zagórski,[12] cantonat la Cozmeni[necesită citare]

Comandamentul corpului împreună cu formațiunile de spate își aveau sediul la Lujeni. Comandantul marii unități a fost generalul-maior Zygmunt Zieliński, iar comandant adjunct colonelul Władysław Sikorski.
După retragerea trupelor poloneze de pe linia frontului, acestea s-au găsit la o distanță între 20 și 40 de km de aceasta. Dispersarea unităților poloneze pe o mare suprafață, a făcut astfel coordonarea acestora dificilă.

### Tratatul de pace cu Ucraina

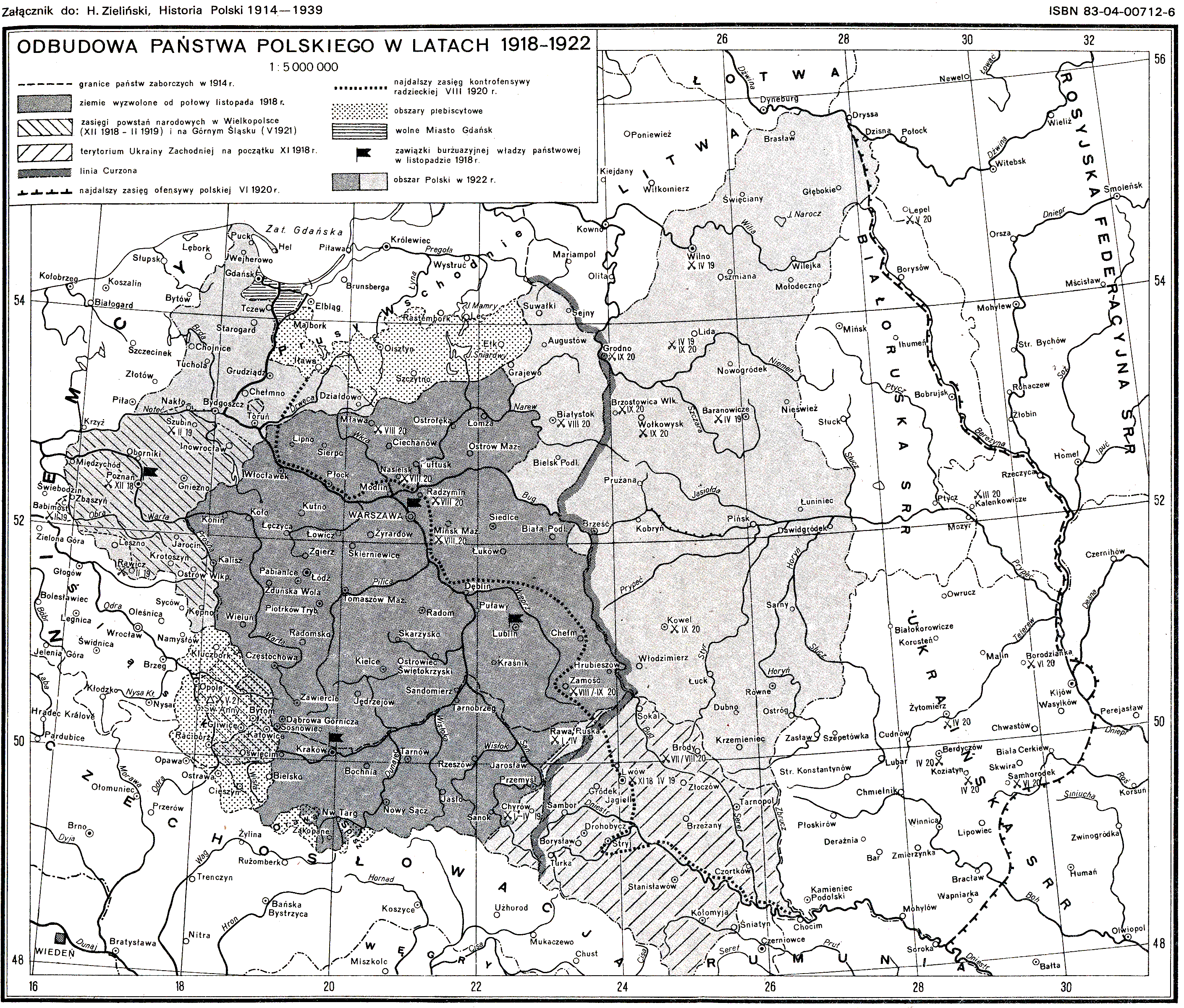
Evoluția restaurării statului polonez în perioada 1918-1922

Semnat cu statul ucrainean la 9 februarie 1918, Tratatul de la Brest-Litovsk a fost extrem de dezavantajos pentru statul polonez, recreat sub auspicii austro-ungaro–germane în noiembrie 1917 sub forma Regatului Poloniei. Conform clauzelor tratatului, Polonia ar fi urmat să fie limitată în zona de sud-est la cele mai restrânse limite etnice ale acesteia, provincia Chełm fiind acordată statului ucrainean. În plus o clauză secretă al cărei conținut a devenit în curând public, făcea ca Galiția să fie divizată într-o zonă poloneză și una ucraineană.
Din momentul în care termenii acordului au devenit publici, s-a declanșat în teritoriile poloneze un val de proteste, greve, demonstrații și acțiuni politice de anvergură. Tulburările au cuprins curând și trupele Corpului Auxiliar Polonez – formate în mare parte din soldații fostei Brigăzi a 2-a a Legiunilor Poloneze (în poloneză II Brygada Legionów Polskich), care luptau în Bucovina.

## Preludiul

### Drumul spre rebeliune

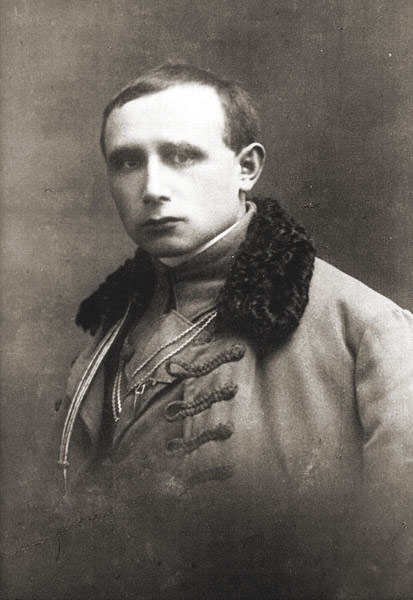
Capelanul Brigăzii a II-a poloneze, Józef Panaś

Informațiile privind tratatul cu Ucraina au ajuns la militarii polonezi pe data de 12 februarie (11 februarie după o altă sursă). În semn de protest, pe 13 februarie la înmormântarea unui camarad polonez decorațiile și ordinele austriece și germane primite de către ofițerii Regimentelor 2 și 3 Infanterie, inclusiv unele dintre cele ale ofițerilor Statului-Major al Brigăzii a II-a precum și cele ale altor delegații poloneze prezente la slujba de înmormântare, au fost depuse pe catafalc într-un sicriu gol, pentru a fi înmormântate odată cu acesta. Ulterior, au fost apoi călcate în picioare. Acțiunea a fost aprobată de către capelanul Józef Panaś al Brigăzii a II-a, care a ținut slujba de înmormântare. Tot în semn de protest alți ofițeri polonezi, printre care s-a numărat și colonelul Haller, au returnat în mod public împăraților austro-ungar și german decorațiile primite.
Zvonuri privind desființarea Corpului Auxiliar Polonez și încorporarea militarilor săi în regimentele austro-ungare (K.u.K.) au început să circule. În acest context, polonezii au decis să se revolte. O discuție informală cu generalul Zygmunt Zieliński care nu a dus la nici un rezultat, a scos în evidență faptul că acesta continua să fie adeptul implacabil al disciplinei și al legalismului. Dintre ceilalți ofițeri comandanți, singurul care a mai rămas să se opună a fost maiorul Zagorschi Włodzimierz, comandantul Regimentului de Artilerie.

### Planificarea acțiunii
La data de 14 februarie a avut loc o întrunire la care au participat locotenent-colonelul Michał Rola-Żymierski (comandantul Regimentului 2 Infanterie), căpitanul Roman Górecki (ofițer de intendență de la Statul Major al corpului), maiorul Józef Zając (comandantul Regimentului 3 Infanterie), capelanul Józef Panaś, colonelul Haller (fost comandant al legionarilor din Regimentului 3 Infanterie și comandant al Brigăzii a 2-a) precum și alți ofițeri ai brigăzii. În urma discuțiilor s-au conturat 4 posibilități de acțiune: traversarea ca formațiuni militare înarmate de sine stătătoare a liniei frontului – fie în Rusia fie în România, predarea ca prizonieri de război sau intrarea în Galiția  pe direcție Liov (poloneză Lwów), cu scopul de a declanșa o rebeliune armată. Căpitanul Gorecki a susținut prima variantă. În pofida lipsei unanimității și a recomandărilor generalului Zieliński, care a susținut în contextul existenței unor trupe de ocupație austro-ungare în Ucraina varianta de dirijare a trupelor poloneze spre România, varianta lui Gorecki a avut câștig de cauză după dezbateri îndelungate, iar colonelul Haller a susținut-o. 
Ziua de 15 februarie a fost stabilită pentru declanșarea unei acțiuni care ar fi trebuit să ducă la reunirea cu trupele Corpului Polonez din Rusia aflate sub comanda generalului Józef Dowbor-Muśnicki, acestea găsindu-se în vecinătatea localităților Borisov și Bobruisk. A fost stabilit pentru unitățile Corpului Auxiliar Polonez un punct de joncțiune pe drumul dintre  Mahala și Sadagura, la intersecția cu drumul spre Rarancea. Datorită faptului că Regimentul 2 Cavalerie se afla la o distanță prea mare în raport cu restul unităților corpului și nu ar fi avut nici o șansă să ajungă la punctul de concentrare, planificatorii nu l-au inclus printre unitățile care urmau să participe la acțiune.
Punctul de forțare a liniei frontului a fost stabilit în vecinătatea Răchitnei, motivele care au stat la alegerea acestui loc având la bază două considerente: localitatea se afla în proximitatea cele mai avansate poziții în care era dislocată o unitate poloneză și în același timp terenul era cunoscut de soldați, care în vara anului 1915 luptaseră în zonă o bună bucată de timp, cu rușii.

Ofițerii care au avut un loc central în planificarea rebeliunii
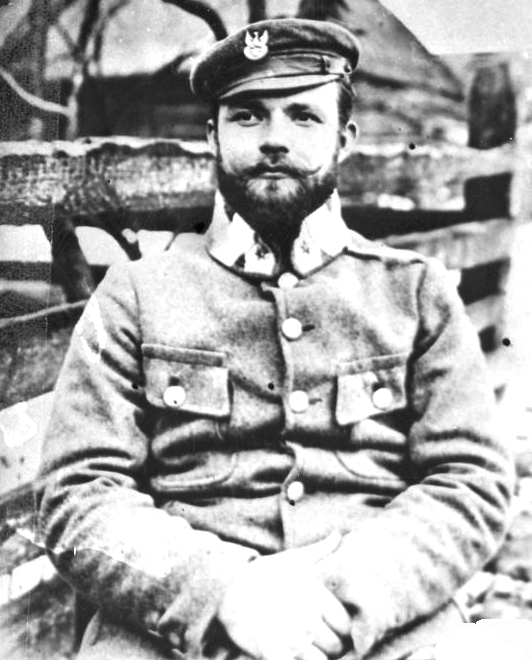
Locotenent-colonelul Michał Rola-Żymierski (aici în 1915-1916)
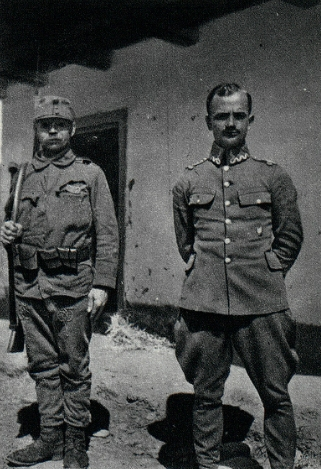
Căpitanul Roman Górecki (aici în 1918 în lagărul de la Hust)
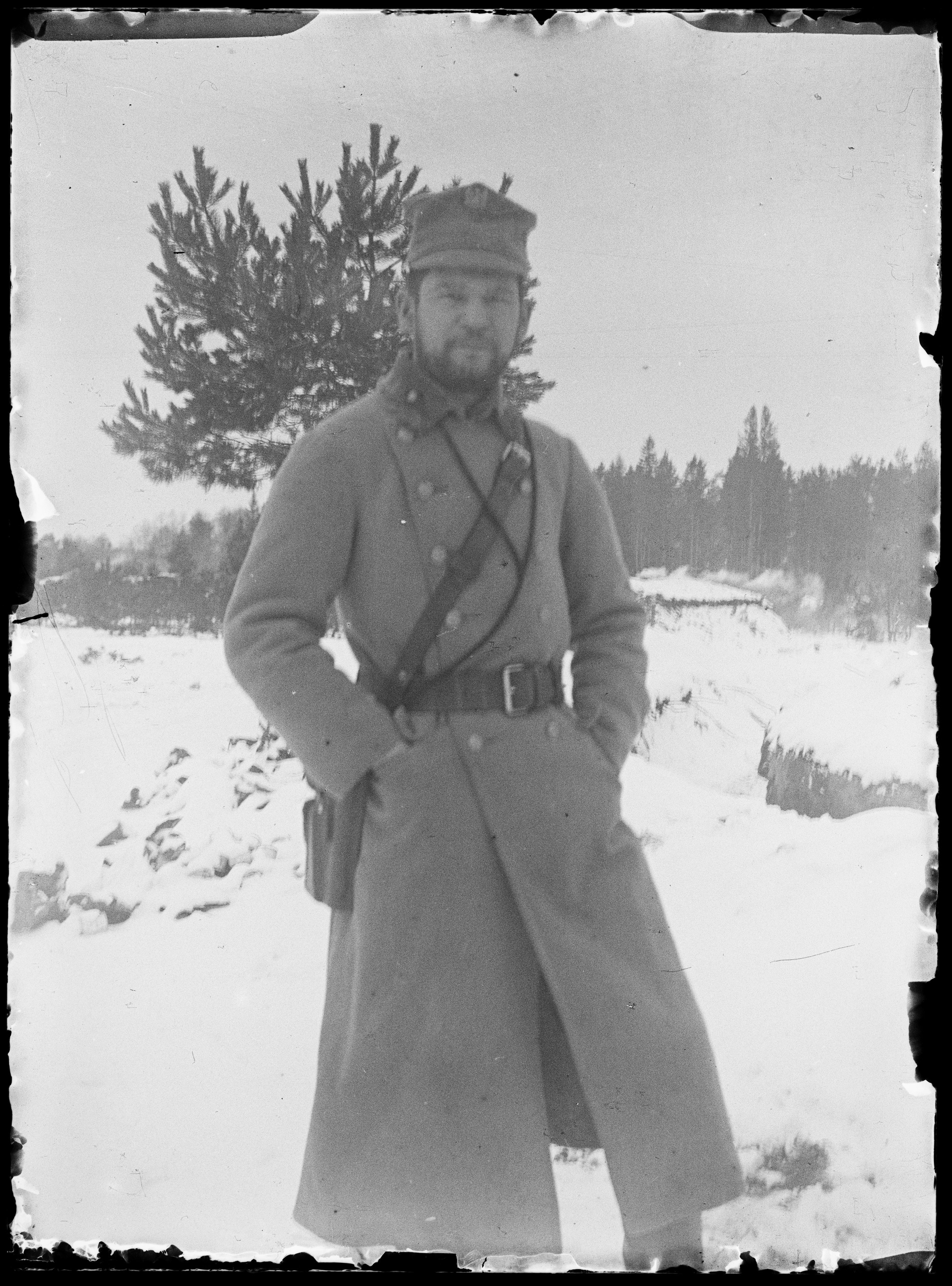
Józef Zając (aici în 1916, cu gradul de căpitan)

Decizia finală odată luată, preparativele s-au derulat cu rapiditate. Planul acțiunii a fost pus la punct de către locotenent-colonelul Michael Żymierski și de maiorul Władysław Gniady. A fost anunțat un exercițiu pentru noaptea de 15 spre 16 februarie, exercițiu la care ar fi urmat să participe cele două regimente de infanterie, artileria și trupele auxiliare a ale Corpului polonez și care ar fi trebuit să dureze 4 zile.  Conform planificării simulării situației de luptă anunțate oficial, trupele ar fi urmat să ia contact cu inamicul și apoi să angajeze lupta cu acesta pe direcția Rarancea-Răchitna. Fiecare soldat a fost aprovizionat cu 120 de cartușe și cu rația de hrană pe 3 zile și a primit ordin să fie dotat cu armamentul complet, iar în rest, cu strictul necesar. Pentru restul stocurilor a fost prevăzut transportul cu furgonetele. De asemenea, soldații au primit încălțăminte nouă.
O noutate apărută la sfârșitul anului 1917 în regimentele austro-ungare era introducerea modelului german. Soldații erau special selectați și antrenați pentru lupta corp, înarmați cu carabină „Mannlicher”, cu baionetă model 1901-K. Erau echipați cu căști model 1916, saci de grenade, chingi suplimentare pentru umeri, lopeți cu coadă lungă și bastoane, adaptate luptei în interiorul tranșeelor.
O proclamație destinată comunicării în 15 februarie, prin care era afirmată datoria soldaților polonezi de a merge acolo unde forțele armate ale Poloniei se constituiau, astfel încât să poată face joncțiunea cu formațiunile poloneze aflate dincolo de linia frontului, a fost redactată de Haller. Aceasta nu a mai ajuns însă să fie dată.

## Lupta

### Mobilizarea austro-ungară
Credibilitatea planului  comunicat oficial de simulare a luptei pe teren a fost afectată de rapoartele jandarmeriei locale. În baza datelor obținute de la informatorii de la fața locului, jandarmeria a alertat autoritățile militare de la Cernăuți și Colomeea (în poloneză Kołomyja, în germană Kolomyja), astfel că la ora 16 a zilei de 15 februarie, jandarmii deja raportaseră informațiile deținute despre traseul pe care legionarii urmau să se angajeze în realitate, precum și ora de plecare propusă a acestora.
Comandantul Grupului Kosak, generalul Ferdinand Kosak, a raportat la comanda Armatei a 7-a aflată la Colomeea și a pus în stare de alarmă cele 2 divizii de cavalerie și cele 2 divizii de infanterie ale corpului. Către polonezi au plecat ordine să oprească „exercițiul”, iar către trupele austro-ungare ordine de a-i intercepta pe primii.

### Înfruntarea

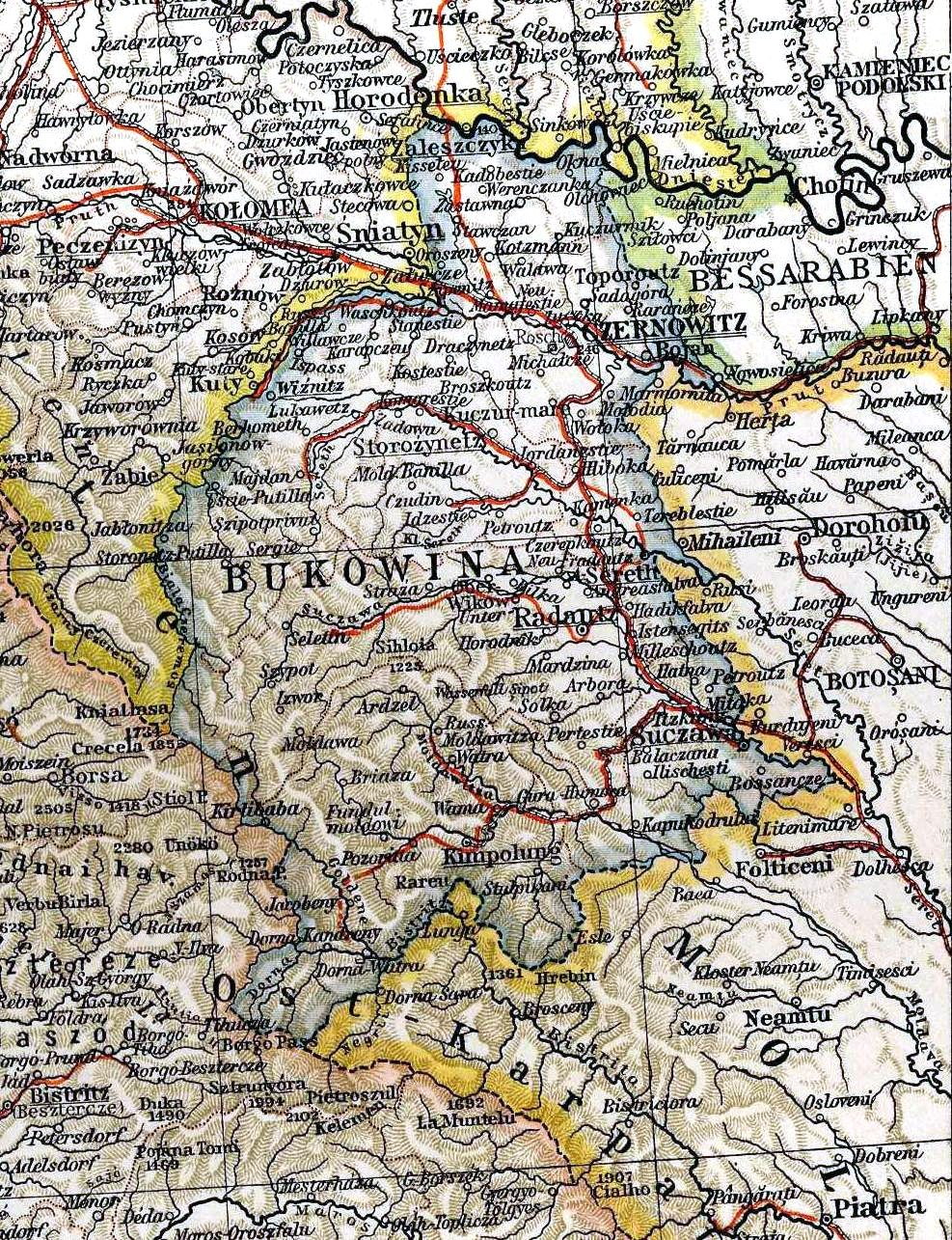
Terenul: Bezirkul Cernăuți din Bucovina

După ce căpitanul Górecki a raportat generalul Zieliński măsurile luate, cu acordul acestuia și ca măsură de protecție, rebelii au arestat restul ofițerilor de la Statul Major al Corpului Auxiliar Polonez – inclusiv pe generalul comandant.
Sub conducerea lui Haller, în ziua de 15 februarie la ora 18 regimentele poloneze s-au pus în mișcare. Regimentul 2 Infanterie a fost poziționat în capul coloanei pentru a forța trecerea, în timp ce Regimentul 3 Infanterie a fost poziționat în ariergardă pentru a asigura paza trenului regimentar. Trupele au pornit de la Mămăești (germană Mamajestie, poloneză Mamajowcach) și după ce au luat contact cu o patrulă austriacă pe ai cărei militari i-au făcut prizonieri, au traversat fără incidente Sadagura (germană Sadagora, poloneză Sadagóra). După o oprire în jurul orei 22, Regimentului 2 i s-a alăturat compania de geniști. Deși a fost așteptată, artileria comandată de Zagórski care ar fi trebuit să ajungă dinspre Cozmeni (germană Kotzmann, poloneză Kocman) nu a mai venit. În condițiile existenței unui diferend care a pus în condițiile unei prezumtive lipse ulterioare de muniții după trecerea liniei frontului, în balanță fie plecarea numai a oamenilor și a cailor fie plecarea trupei cu întregul armament greu, coloana artileriștilor a întârziat și a fost interceptată pe drum de trupele austriece. Acestea au dezarmat soldații polonezi și i-au întors la locul de cantonament.
Polonezii s-au îndreptat apoi spre Rarancea și geniștii acestora au început să doboare stâlpii de telegraf și să taie cablurile telefonice. În urmă fusese lăsată o patrulă destinată să arunce în aer linia de cale ferată dintre Lujeni (germană Luschany, poloneză Łużany) și Cernăuți, iar în frunte a trecut o unitate de asalt bine aprovizionată cu grenade de mână. În intervalul de timp care a urmat, trupele rebele au ajuns în stația de cale ferată Jucica Veche (germană Alt-Żuczka, poloneză Starej Żuczce), unde generalul austriac Schilling a căzut în mâinile polonezilor.
Deoarece geniștii conduși de căpitanul Vladimir Hellman nu și-au îdeplinit sarcina de a întrerupe calea ferată, între timp departe de aripa dreaptă a coloanei Regimentului 2 Infanterie s-a poziționat un tren blindat austro-ungar. Avansând astfel pe ruta sudică, ofițerii Statului-Major, compania de administrație, cea de telefoniști, coloana sanitară, brutăriile, jandarmii, rezerva de cai, intendența și spre sfârșit Regimentul 3 Infanterie – în momentul când au ajuns la punctul de trecere aflat la Jucica și au încercat să traverseze calea ferată, au fost opriți de focul artileriei și al mitralierelor trenului blindat. În același timp coloana a fost atacată atât de infanteria cât și de cavaleria austriecilor. În confuzia creată au reușit să treacă doar o mică parte dintre polonezi, cei mai mulți fiind capturați, dezarmați și ulterior internați (printre ei s-au aflat capelanul Panaś și căpitanul Górecki). Întreg comandamentul Corpului a căzut prizonier în frunte cu generalul Zieliński, alături de toate unitățile de servicii menționate anterior, de jandarmi, de furgoanele de intendență și de peste jumătate din efectivul Regimentului 3 Infanterie. Cei care au reușit să treacă totuși, s-au alăturat mai târziu coloanei Regimentului 2 Infanterie.
La Rarancea Regimentul 2 a intrat în contact cu Regimentul 53 Infanterie austro-ungar, deja aflat în stare de alarmă. Polonezii au dat asaltul mai întîi cu grenade de mână și după ce au ocupat tranșeele austro-ungare au susținut lupte la baionetă, sprijinind încercarea de trecere cu focul mitralierelor proprii și prin trimitera unor patrule de asalt. Batalioanele regimentului au avansat spre sud-estul localității Rarancea și dispozitivul de luptă austro-ungar odată străpuns în jurul orei 5 dimineața, acestea ulterior au coborât în vale spre Răchitna. Ajunși în apropierea tranșeelor ruse polonezii au ridicat steaguri albe, dar spre surpriza lor tranșeele inamice erau neocupate, astfel că la ora 8 dimineața a zilei de 16 februarie trupele poloneze se aflau deja pe pământ basarabean. Odată granița trecută, soldații polonezi au fost supuși unui violent foc de infanterie și unor puternice tiruri de artilerie austro-ungare.

## Epilog
În total au reușit să scape 1500 de soldați împreună cu ofițerii lor(după o alte surse 1600 de legionari și 100 de ofițeri, respectiv aproximativ 1800 de legionari și 100 de ofițeri). La data de 19 februarie 1918, comandamentul suprem al armatei austro-ungare a decis dizolvarea Corpului Auxiliar Polonez.
Estimările pierderilor umane variază: istoricul Jerzy Lerski a menționat că legionarii au suferit „pierderi mari”, în timp ce Rajmond Berger (martor ocular) menționează „un număr semnificativ de morți și răniți”, iar Andrzej Szenajch afirmă 16 morți și aproximativ 20 de răniți. Suplimentar, pierderea trenului regimentar a făcut ca soldații polonezi să fie obligați să se deplaseze în condiții foarte dificile într-o țară devastată, într-o perioadă friguroasă și umedă fără rezerve de hrană, fără adăpost și fără muniții.

### Legionarii trecuți în Rusia

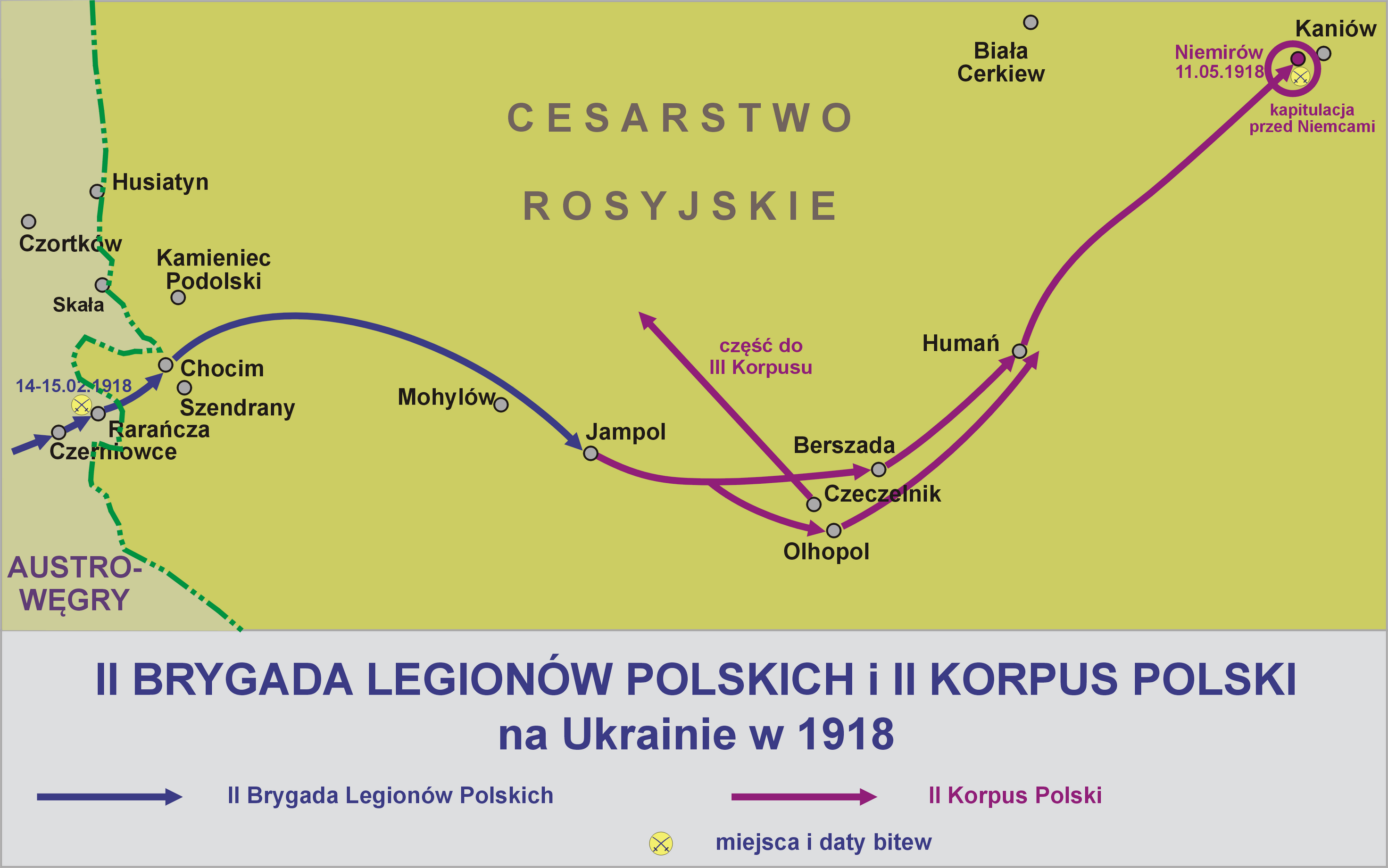
Traseul trupelor poloneze care au trecut linia frontului la Rarancea în februarie 1918

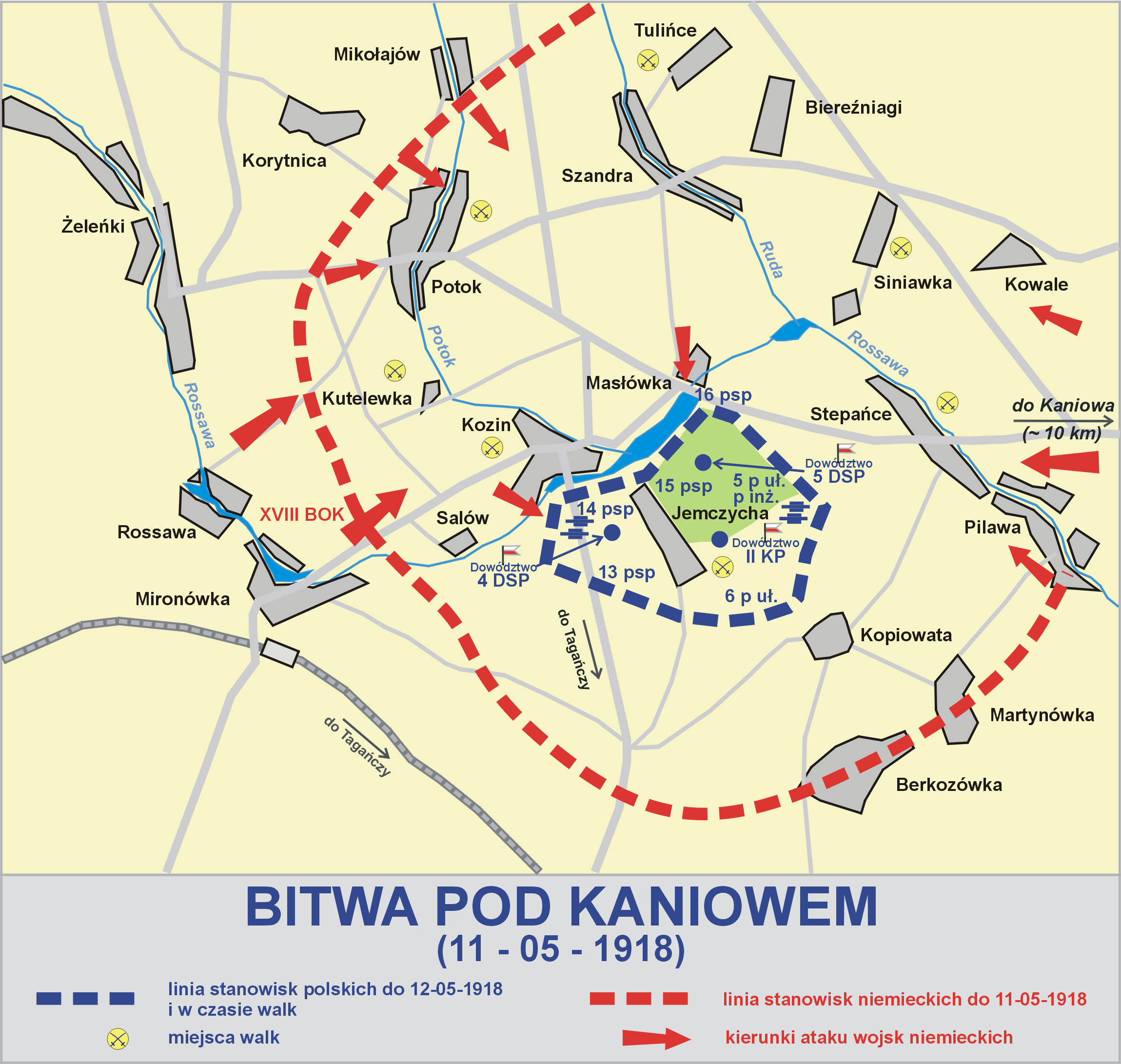
Harta bătăliei de la Kaniów

Militarii care au trecut linia frontului sub conducerea lui Haller s-au îndreptat spre Hotin, unde sovietul bolșevic a solicitat dezarmarea trupelor poloneze. Ca atare, trupele brigăzii au forțat Nistrul și s-a îndreptat spre nord-est, oprindu-se pe aliniamentul Camenița-Bar pentru a se reuni cu diverse detașamente poloneze. Dat fiind că între timp Puterile Centrale își începuseră marșul de pacificare în Ucraina, scopul inițial a devenit imposibil de atins. Ca atare, polonezii s-au îndreptat din nou spre Nistru și la data de 5 martie 1918 (2 martie după o altă sursă), la Soroca au făcut joncțiunea cu trupele Corpului II Polonez, condus de generalul Stankiewicz. Józef Haller a preluat comanda Diviziei 5 Infanterie, iar la 28 martie pe cea a întregului corp, în locul lui Stankiewicz..
Ca efect al Tratatului Preliminar de Pace cu Puterile Centrale semnat de Regatul României pe 20 februarie/ 5 martie 1918, tratat care impunea printre altele și dezarmarea formațiunilor poloneze, acestea au trebuit să părăsească Basarabia cu intenția de a face joncțiunea cu trupele Corpului I Polonez, aflat în Rusia. Cu toate acestea și Tratatul de la Brest-Litovsk dintre Rusia și Puterile Centrale, semnat la 3 martie 1918, a precizat la punctul 3 că nu sunt permise formarea de noi trupe poloneze pe teritoriul Rusiei și că cele existente vor fi dezarmate.  Astfel, în mai și iunie 1918 cele trei corpuri poloneze de pe teritoriul statului rus au fost dezarmate – primul și al treilea în mod pașnic. În ceea ce privește al doilea corp – care absorbise soldații transfugi din Corpul Auxiliar Polonez, dezarmarea s-a produs cu mare vărsare de sânge de către forțe germane superioare la Kaniów, în data de 11 mai 1918.

### Procesul
Restul militarilor polonezi care nu au reușit să treacă linia frontului au fost internați. Reacționând foarte rapid, autoritățile austro-ungare în decursul a trei zile după evenimentul de la Rarancea au trimis rămășițele Corpului în lagăre situate pe teritoriul maghiar în Comitatul Maramureș: la Sighetu Marmației (în maghiară Máramarossziget), Hust (în maghiară Huszt), Dulovo (în maghiară Dulfalva), Tereblea (în maghiară Talaborfalu/Talaborfalva), Buștîno (în maghiară Bustyaháza), Sokîrnîțea (în maghiară Szeklence), Steblivka (în maghiară Száldobos) și Teresva (în maghiară Taracköz). În lagăre și închisori au ajuns 175 de ofițeri și circa 3.500 de subofițeri și soldați.
La sfârșitul lunii februarie 1918 autoritățile austro-ungare au declanșat o anchetă și au început audierile, iar la sfârșitul lunii martie militarii polonezi care nu au fost implicați în rebeliune sau nu au avut calitatea de martori ori de acuzați au fost trimiși pe frontul din Italia. La capătul anchetei, în mai 1918, 115 legionari (89 de ofițeri și 26 de subofițeri și soldați), alături de 3 asistente medicale, au fost trimiși în judecată de către guvernul austro-ungar. Capetele de acuzare au fost: crimă împotriva forțelor armate ale monarhiei austro-ungare prin organizarea unei conspirații și a unei rebeliuni – soldate cu uciderea unor soldați, dezertare, furt de proprietate militară și fraudă în detrimentul statului austro-ungar. Sediul instanței a fost stabilit la Sighetu Marmației.
În condițiile dezagregării accelerate a armatei austro-ungare și a contextului creat de prăbușirea frontului balcanic, de armistițiul cu Bulgaria și de încercările de salvare ale Dublei Monarhii, împăratul Carol I a decis la 28 septembrie 1918 ca procesul să fie oprit.

Legionari polonezi în lagărul de la Buștîno
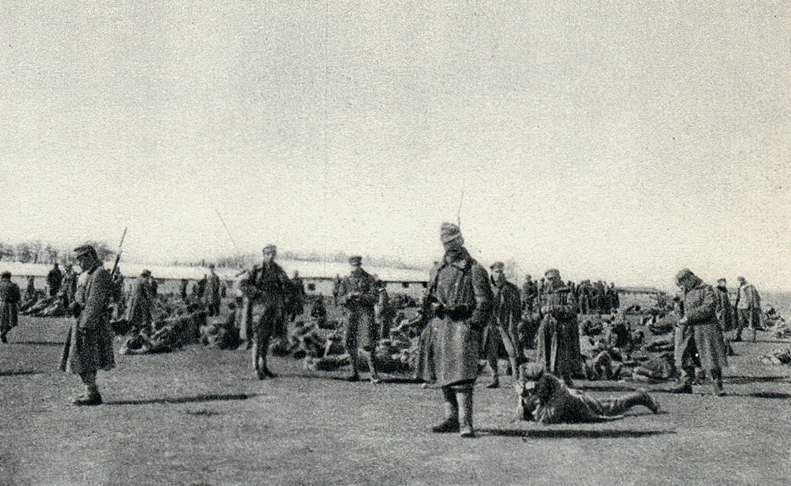
Internarea militarilor în lagăr (1918)
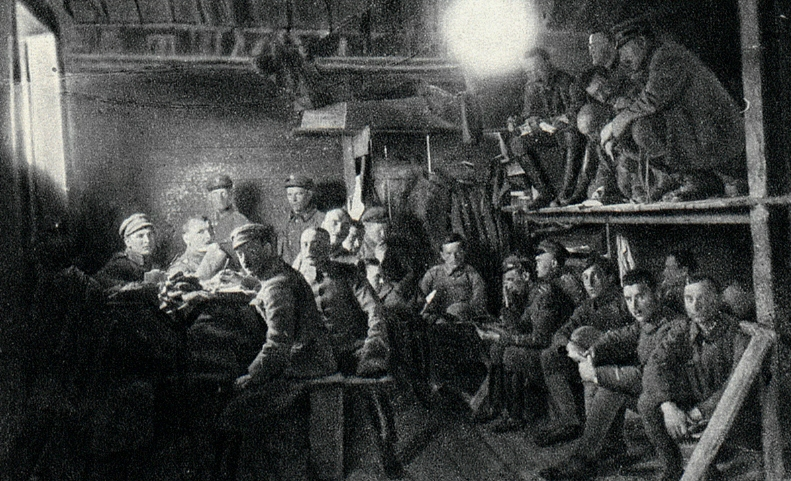
Interiorul unei barăci (martie-aprilie 1918)
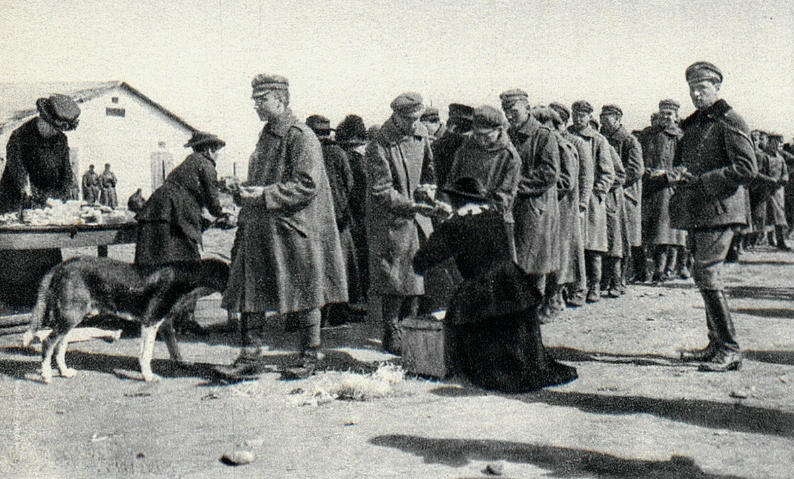
Distribuția mâncării de Paște (1918)

## Semnificație
Forțarea liniei frontului de către Brigada a II-a poloneză în semn de protest față de condițiile impuse de Tratatul de la Brest Litovsk, a reprezentat unul dintre cele mai puternice proteste împotriva politicii de ocupație a teritoriilor poloneze de către Germania și Austro-Ungaria și a pus punct politicii de colaborare militară dintre mișcarea poloneză de independență și Puterile Centrale.
În același timp, joncțiunea celor 2 formațiuni poloneze a căpătat o importantă semnificație politică, fiind primul eveniment de acest fel care a unit militarii polonezi de pe ambele părți ale frontului. Ca urmare a acestei joncțiuni, politicienii polonezi au realizat faptul că în lipsa unei forțe armate naționale proprii dezideratele lor nu sunt realizabile și, au înțeles că eforturile polonezilor de pe ambele părți ale frontului trebuie să se concentreze pe crearea unei armate în exil. Foștii legionari polonezi au continuat astfel să lupte în rândul forțelor poloneze atât în Ucraina, Kuban, nordul Rusiei și Siberia, cât și în Italia și în Franța.

## In memoriam
În anul 1926 în urma unui acord cu autoritățile române, soldații polonezi uciși au fost deshumați. Un sicriu cu cenușa acestora a fost transportat cu trenul spre Liov, cenușa fiind depusă într-un mormânt colectiv din cimitirul Orląt (actualul cimitir al apărătorilor Liovului⁠(d)). În anul 1928, în amintirea luptei a fost dezvelită o statuie creată de către Witold Rawski.
Există o bogată literatură istorică din perioada interbelică și contemporană care menționează aceste eveniment, iar unele lucrări îl descriu în detaliu. Mai puțin studiat de istoricii militari polonezi este însă intervalul scurs între trecerea frontului de către militarii Brigăzii a II-a și joncțiunea acestora cu Corpul II Polonez.